# Имаджин Драгънс
„Имаджин Драгънс“ (на английски: Imagine Dragons) е американска инди рок група, основана в Лас Вегас, Невада, състояща се от вокалиста Дан Рейнолдс, водещия китарист Даниел Уейн (Уинг) Сермън, бас китариста и клавирист Бен Маккий и барабаниста Даниел Платцман. Първата проява на групата е със сингъла It's Time. Музикантите стават известни след излизането на дебютния им студиен албум Night Visions през септември 2012 година, от който Radioactive и Demons оглавяват музикалните класации. Американското списание Billboard ги нарича най-ярките нови звезди на 2013 г., а списание Rolling Stone определя сингъла им Radioactive като най-големия рок хит на годината. Вторият студиен албум на групата Smoke + Mirrors (2015) достига номер едно в класациите в САЩ, Канада и Великобритания. След кратка пауза групата записва и третия си студиен албум Evolve (2017), чиито водещи сингли Believer and Thunder също оглавяват музикалните класации. Въпреки че и трите албума са успешни, отзивите на критиците са смесени.
„Имаджин Драгънс“ има три награди American Music Awards, пет Billboard Music Awards, една Grammy Award и една World Music Award.

## История

### Образуване на групата
„Имаджин Драгънс“ е инди рок група, съставена от четирима души в Лас Вегас през 2008 г. Името на групата е вид анаграма, значението на която знаят само Дан, Бен, Уейн и Даниел. Дан Рейнолдс, фронтменът, я създава, когато е бил в „Брайъм Йънг Юнивърсити“. После привлякъл приятеля си Уейн, който перфектно свири на китара. Групата бързо набира популярност. В Лас Вегас Дан и Уейн присъединяват приятели на Уейн: басиста Бен Маккий и барабаниста Daniel Platzman. В началото на 2009 г. момчетата започват работа в студио. На 1 февруари пускат първото си EP Imagine Dragons. На 1 април следващата година се издава тяхното EP Hell and Silence (номиниран за „Грами“). И двете EP-та били записани в звукозаписното студио Battle Born Studios. Скоро музикантите били поканени да говорят по време на годишния фестивал Bite of Las Vegas като „най-търсената група на 2010“ на местното радио 107.9FM.
През ноември 2011 г. „Имаджин Драгънс“ подписва договор с американския лейбъл „Интерскоуп Рекърдс“. Работи в тясно сътрудничество с производителя Alex Da Kid, с когото записва първото си CD в Западен Холивуд. Техният миниалбум е кръстен Continued Silence и е пуснат на 14 февруари 2012 година. На 4 септември излиза в световен мащаб Night Visions, първият пълен албум на „Имаджин Драгънс“. Той стига до втора позиция в класацията Billboard 200. Сингълът It’s Time заема 22-ро място в Billboard Hot 100 и четвърто в Billboard Alternative и Billboard Rock.
На 30 юли 2023 г. групата изнася концерт в София на Националния стадион „Васил Левски“ пред около 40 000 души, част от своето турне Mercury World Tour.

## Състав
- Дан Рейнолдс – вокал, бас барабан, малки барабани, акустична китара (от 2008 г.)
- Бен Маккий – бас китара, беквокал, клавишни, акустична баскитара, електрическа мандолина, бас барабан (от 2009 г.)
- Уейн Сермон – китара, беквокал, том-том, акустична китара, електрическа мандолина, бас барабан (от 2009 г.)
- Дан Платцман – ударни, виолончело, беквокал, акустична китара, малки барабани (от 2011 г.)

## Бивши членове
- Андрю Толмен – ударни, вокал (2008 – 2011)
- Британи Толмен – пиано, вокал (2009 – 2011)
- Тереза Фламинио – клавишни
- Тайлър Робинсън – вокал, китара

## Дискография

### Студийни албуми
- Night Visions (2012)
- Smoke + Mirrors (2015)
- Evolve (2017)
- Origins (2018)
- Mercury – Acts 1 & 2 (2022)
- Loom (2024)

### Миниалбуми (EP)
- Imagine Dragons (2009)
- Hell And Silence (2010)
- It's Time (2011)
- Continued Silence EP (2012)
- Hear Me (2012)
- The Archive (2013)
- iTunes Session (2013)
- Shots (2015)
- Live at AllSaints Studios (2017)